# GloFish
GloFish é o nome comercial da variedade fluorescente geneticamente modificada do peixe ornamental Danio rerio, conhecido no Brasil como paulistinha, bandeirinha, bandeira-paulista ou peixe-zebra. Este peixe está disponível nas cores vermelho, azul, verde, amarelo e púrpura. Embora não tenha sido originalmente desenvolvido para fins ornamentais, este é o primeiro animal geneticamente modificado publicamente disponível como animal de estimação.

## História

### Desenvolvimento inicial

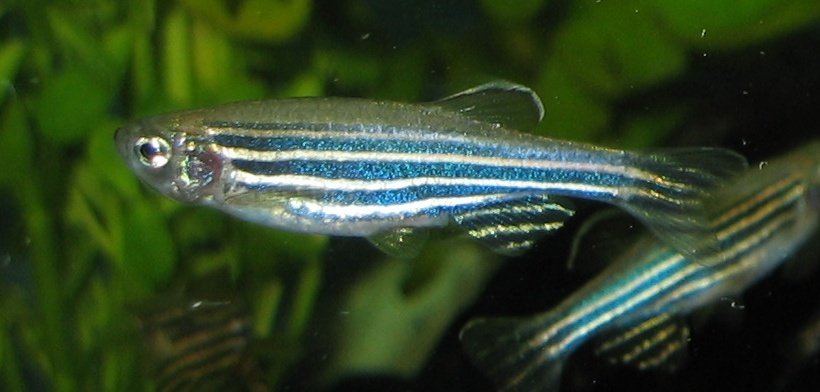
Um paulistinha comum

O paulistinha original, de nome científico Danio rerio, a partir do qual o GloFish® foi desenvolvido é nativo dos rios da India e Bangladesh. Ele mede três centímetros de comprimento e possui listras claras e negras.
Em 1999, Dr. Zhiyuan Gong e seus colegas da Universidade Nacional de Singapura (National University of Singapore) trabalhavam com um gene chamado "proteína verde fluorescente", mais conhecida por GFP (abreviatura do inglês green fluorescent protein), extraído do cnidário Aequorea victoria que emite fluorescência na zona verde do espectro visível. Eles inseriram o gene em embriões de paulistinhas, de modo que este integrou-se no genoma do peixe, causando a fluorescência sob luz natural e, mais intensamente, sob luz ultravioleta. Seu objetivo era desenvolver um peixe que detectasse poluição através da fluorescência seletiva em função da presença de toxinas na água. O desenvolvimento de um peixe de fluorescência permanente foi o primeiro passo neste processo. Em pouco tempo, o grupo do Dr. Zhiyuan Gong desenvolveu uma linha paulistinhas fluorescente através da adição de genes de um coral marinho, e uma variedade alaranjada utilizando genes de uma água-viva. Posteriormente, um grupo de pesquisadores da Universidade Nacional de Taiwan, liderados pelo Professor Huai-Jen Tsai (蔡懷禎), obtiveram sucesso na criação de um medaka (peixe-arroz) com fluorescência verde. O medaka, assim como o paulistinha é um organismo modelo.
Os cientistas da Universidade Nacional de Singapura e os executivos Alan Blake e Richard Crockett da Yorktown Technologies, L.P., uma companhia baseada em Austin, E.U.A., assinaram um acordo segundo o qual a Yorktown obteve os direitos comerciais do GloFish® em todo o mundo. No mesmo período, um acordo foi celebrado entre a Taikong, o maior produtor de peixes ornamentais de Taiwan, e os pesquisadores taiwaneses para a comercialização do medaka em Taiwan sob o nome comercial de TK-1. Na primavera de 2003, Taiwan se tornou o primeiro país a autorizar a venda de organismos geticamente modificados como animais de estimação. Cem mil peixes teriam sido vendidos em menos de um mês a US$ 18,60 cada. Cabe esclarecer que os medaka fluorescentes não são Glofish®, pois eles não são comercializados pela Yorktown Technologies, mas sim por Taikong Corp sob uma marca diferente.

### Desenvolvimentos desde a introdução do GloFish®
O GloFish tem sido vendido com sucesso nos Estados Unidos. Desde sua introdução no mercado americano em 2003, não foram reportados incidentes ecológicos associados à venda destes OGMs.
Em adição ao paulistinha de fluorescência avermelhada, registrado como "Starfire Red", a Yorktown Technologies lançou os "modelos" com fluorescência alaranjada e verde em meados de 2006. Em 2011, peixes exibindo fluorescência azul e púrpura tiveram sua comercialização iniciada. Estes novos "modelos" foram batizados de "Electric Green", "Sunburst Orange", "Cosmic Blue", e "Galactic Purple", e incorporam genes de corais marinhos. Embora tenham surgidos boatos entre aquaristas de que os ovos dos peixes sofriam tratamento para deixá-los inférteis, viu-se que alguns GloFish são férteis e capazes de reproduzirem-se em cativeiro. Entretanto, a licença do GloFish® proíbe a reprodução intencional dos peixes.
A venda ou posse destes peixes é ilegal na Califórnia devido a uma legislação que restringe a comercialização de qualquer peixe geneticamente modificado.
O Canada também proíbe a importação ou a venda destes peixes, devido À falta de informações suficientes para a tomada de uma decisão quanto à segurança do uso deste OGMs.
A importação, venda e posse destes peixes também é proibida na União Européia. Em novembro de 2006, entretanto, a Holanda encontrou 1.400 peixes fluorescentes, vendidos em várias lojas de animais
Na Nova Zelândia, a posse de um GloFish acarreta multa e sacrifício dos animais apreendidos.